# Plebiscyt „Stołek i Noga od Stołka”
Plebiscyt „Stołek i Noga od Stołka” – plebiscyt i wyróżnienie przyznawane corocznie, od 2007, osobom lub instytucjom, które najbardziej przysłużyły się lub zaszkodziły Warszawie w danym roku kalendarzowym.
Plebiscyt organizowany jest przez redakcję „Gazety Stołecznej”, warszawski oddział „Gazety Wyborczej”. Przyznawana jest w dwóch kategoriach:
- Stołek – nagroda dla osoby lub osób która w danym roku zrobiła dla Warszawy i jej mieszkańców coś godnego podziwu,
- Noga od Stołka – antynagroda dla osoby lub osób, które w danym roku najgorzej zasłużyła się dla miasta i jego mieszkańców[1].

Kandydatury do nagród wybierane są przez dziennikarzy gazety, a wyłanianie laureatów następuje poprzez decyzję jury. Kandydatury poddawane są również pod głosowanie mieszkańców w plebiscycie internetowym (w pierwszych edycjach także telefonicznie lub poprzez SMS), w celu wyłonienia laureatów nagród publiczności.

## Laureaci
Lista laureatów nagrody Stołek i antynagrody Noga od Stołka:
| Rok  | Nagroda         | Nagroda             | Laureat | Laureat | Pozostałe nominacje |                             |
| ---- | --------------- | ------------------- | --- | --- | --- | --------------------------- |
| 2007 | Stołek          | nagroda jury        | | Przemysław Pasek (prezes Fundacji Ja Wisła) za walkę o zwrócenie się Warszawy w stronę rzeki | | [ 2 ]                       |
| 2007 | Noga od Stołka  | nagroda jury        | | Paweł Łatacz, (prezes Państwowych Portów Lotniczych) za bałagan na Okęciu | | [ 2 ]                       |
| 2008 | Stołek          | nagroda jury        | | Małgorzata Falęcka (mieszkanka Warszawy) za to, że jako pierwszy mieszkaniec Warszawy poszła do sądu walczyć z zasłaniającą jej okna reklamą | - Andrzej Jakubiak - Jarosław Chołodecki i wspólnota mieszkańców ze Smolnej 14 - Architekt Krzysztof Domaradzki & Spółka - żoliborscy internauci - Grażyna Lendzion - Stowarzyszenie Forum Rozwoju Warszawy - Krystyna Janda - Michał Kubiak - Jolanta Kramarz            | [ 2 ] [ 3 ]                 |
| 2008 | Noga od Stołka  | nagroda jury        | | Jacek Nowak (dyrektor regionalnego oddziału spółki PKP Polskie Linie Kolejowe) za takie wyremontowanie tunelu średnicowego, że nie mieszczą się w nim nowe piętrowe pociągi Kolei Mazowieckich | - Katarzyna Ratajczyk - Klub radnych PO - Jerzy Lejk - Lech Jaworski - Adam Struzik - Mirosław Trzeciak - Anna Piotrowska - Robert Poszwiński - Witold Marian Sadowski | [ 2 ] [ 3 ]                 |
| 2009 | Stołek          | nagroda jury        | | Lekarze Nadziei (stowarzyszenie) za to, że za darmo leczą bezdomnych | - Redbad Klijnstra - Jadwiga Sobol - Jacek Zalewski - Ewa Don Siemion | [ 4 ] [ 5 ]                 |
| 2009 | Noga od Stołka  | nagroda jury        | | Budrem (przedsiębiorstwo z Ostrowa Wielkopolskiego) za barbarzyńskie zburzenie zabytkowej parowozowni na Pradze | - Marek Czeredys - Adam Struzik - Olga Johann - Policja rzeczna | [ 4 ] [ 5 ]                 |
| 2010 | Stołek          | nagroda jury        | | Marek Sołtys, Szalony Wózkowicz (aktywista, działacz społeczny) za skuteczną walkę o prawa niepełnosprawnych warszawiaków | - Architekci z pracowni IN-VI i mieszkańcy Pól Wilanowskich - gen. Zbigniew Ścibor-Rylski - Agnieszka Borowska - Platige Image, Damian Nenow i Michał Gryn | [ 6 ] [ 7 ] [ 4 ]           |
| 2010 | Noga od Stołka  | nagroda jury        | | Mirosław Kazubek (wicedyrektor Zarządu Dróg Miejskich) za to, że nie chciał oddać kawałka chodnika na bluszcz przy Centrum Chopinowskim na Tamce i zażądał opłat za zajęcie pasa drogowego | - Jerzy Lejk - Alojzy Szymański - Jarosław Dąbrowski - Karolina Malczyk-Rokicińska | [ 6 ] [ 7 ] [ 4 ]           |
| 2011 | Stołek          | nagroda jury        | | Paweł Średziński i Mamadou Diouf (działacze społeczni) za akcje proafrykańskie, które przybliżają warszawiakom inną kulturę | - Marek Piwowarski - Wojciech Szot - Agnieszka Dudzińska - Ewa Brykowska-Liniecka | [ 7 ] [ 6 ]                 |
| 2011 | Noga od Stołka  | nagroda jury        | | Ewa Czeszejko-Sochacka (była pełnomocnik ratusza ds. ESK) za styl przegranej Warszawy w konkursie o tytuł Europejskiej Stolicy Kultury i porysowanie kluczem karoserii samochodu sąsiada | - Jacek Prześluga - Leszek Ruta - Tadeusz Koss i firma Prestige Board - Parkview Terrace | [ 7 ] [ 6 ]                 |
| 2012 | Stołek          | nagroda jury        | | Łukasz Puchalski (Pełnomocnik Prezydenta m.st. Warszawy do spraw komunikacji rowerowej) w uznaniu dla uruchomienia przez miasto systemu roweru publicznego Veturilo | - Jarosław Chołodecki - Zofia Notceti-Klepacka - Warimpex - Mieszkańcy i mieszkanki Warszawy, a w ich imieniu Jacek Henderson | [ 8 ] [ 6 ] [ 9 ]           |
| 2012 | Noga od Stołka  | nagroda jury        | | Wojciech Bartelski (burmistrz dzielnicy Śródmieście) za wypowiedź o przaśnym Śródmieściu, jako o dzielnicy, w której bary mleczne nie powinny występować, za konkurs z niepisanymi zasadami na wynajęcie lokalu na pl. Grzybowskim (...) oraz za fińskie domki, których chce się pozbyć z Jazdowa | - Janusz Galas - Piotr Brabander - Zbigniew Szafrański i Remigiusz Paszkiewicz - Zbigniew Leszczyński | [ 8 ] [ 6 ] [ 9 ]           |
| 2013 | Stołek          | nagroda jury        | | Joanna Erbel (aktywistka i działaczka społeczna) za walkę o budżet obywatelski, ścieżki rowerowe, obniżkę cen biletów komunikacji miejskiej, broniła domków fińskich na Jazdowie | - Paweł Tarnowski - Siskom - Stowarzyszenie Żoliborzan | [ 6 ]                       |
| 2013 | Stołek          | nagroda czytelników | | Zbigniew Sajkiewicz (były paraolimpijczyk, trener) za wsparcie młodzieży niepełnosprawnej | - Paweł Tarnowski - Siskom - Stowarzyszenie Żoliborzan | [ 6 ]                       |
| 2013 | Noga od Stołka  | nagroda jury        | | Adam Struzik (marszałek województwa mazowieckiego) za skandal z zamknięciem lotniska w Modlinie i bankructwo regionu | - Jarosław Kochaniak - organizatorzy Marszu Niepodległości - Tadeusz Gamdzyk - Louis Vitton i Itaka | [ 6 ]                       |
| 2013 | Noga od Stołka  | nagroda czytelników | | Adam Struzik (marszałek województwa mazowieckiego) za skandal z zamknięciem lotniska w Modlinie i bankructwo regionu | - Jarosław Kochaniak - organizatorzy Marszu Niepodległości - Tadeusz Gamdzyk - Louis Vitton i Itaka | [ 6 ]                       |
| 2014 | Stołek          | nagroda jury        | | Wanda Traczyk-Stawska (powstaniec warszawski) za przywrócenie pamięci o cmentarzu Powstańców Warszawy na Woli | - WWAA - Rodzina Jabłkowskich - Krzysztof Cybruch | [ 10 ] [ 11 ]               |
| 2014 | Stołek          | nagroda czytelników | | Andrzej Górz, Jan Mencwel, Jan Śpiewak (aktywiści i działacze społeczni) za obronę domków fińskich na Jazdowie | - Artur Radwan - Jacek Wojciechowicz - Janusz Galas - Ryszard Krauze | [ 10 ] [ 11 ]               |
| 2014 | Noga od Stołka  | nagroda jury        | | Jarosław Dąbrowski (polityk samorządowy) za odejście z ratusza w atmosferze skandalu, z poważnymi zarzutami, które bada teraz prokuratura | - Artur Radwan - Jacek Wojciechowicz - Janusz Galas - Ryszard Krauze | [ 10 ] [ 11 ]               |
| 2014 | Noga od Stołka  | nagroda czytelników | | Jarosław Dąbrowski (polityk samorządowy) za odejście z ratusza w atmosferze skandalu, z poważnymi zarzutami, które bada teraz prokuratura | - Artur Radwan - Jacek Wojciechowicz - Janusz Galas - Ryszard Krauze |                             |
| 2015 | Stołek          | nagroda jury        | | Marcin Lewandowski, Porr (firma budowlana) za błyskawicznie odbudowanie spalonego w lutym 2015 mostu Łazienkowskiego | - Michał Borkiewicz - Łukasz Puchalski - Jan Ołdakowski | [ 12 ]                      |
| 2015 | Stołek          | nagroda czytelników | | Wojciech Wagner (naczelnik miejskiego wydziału estetyki) za walkę z nielegalnymi reklamami zasłaniającymi Warszawę i jej budynki | - Michał Borkiewicz - Łukasz Puchalski - Jan Ołdakowski | [ 12 ]                      |
| 2015 | Noga od Stołka  | nagroda jury        | | Piotr Brabander (Stołeczny Konserwator Zabytków) za niedostateczną ochronę dziedzictwa Warszawy | - Jarosław Bator - Artur Radwan - Przemysław Wierzchowski | [ 12 ]                      |
| 2015 | Noga od Stołka  | nagroda jury        | Marek Mikos (szefowi miejskiego biura architektury i urbanistyki) za planowanie przestrzenne, a właściwie jego brak                                                                      | | - Jarosław Bator - Artur Radwan - Przemysław Wierzchowski | [ 12 ]                      |
| 2015 | Noga od Stołka  | nagroda czytelników | [ 13 ] | | - Jarosław Bator - Artur Radwan - Przemysław Wierzchowski |                             |
| 2016 | Stołek          | nagroda jury        | | JEMS Architekci za wskrzeszenie hali Koszyki | - Jacek Magiera - Marek Tatała - festiwal Warszawa w Budowie | [ 14 ]                      |
| 2016 | Stołek          | nagroda czytelników | | Jeremi Galdamez i Maciej Sanigórski (inicjatywa "Łapy precz od Dąbrowszczaków") za walkę z planem usunięcia Dąbrowszczaków jako patronów ulicy. I przypominanie oczywistości, że dąbrowszczacy walczyli "za wolność naszą i waszą"                                                                | - Jacek Magiera - Marek Tatała - festiwal Warszawa w Budowie | [ 14 ]                      |
| 2016 | Noga od Stołka  | nagroda jury        | | Hanna Gronkiewicz-Waltz (prezydent Warszawy) za brak odpowiedniej reakcji na aferę reprywatyzacyjną wywołaną publikacjami "Wyborczej" na temat niesłusznie oddanej działki przy PKiN | - Gaz-System - Janusz Galas - Piotr Guział - Robert Kempa | [ 14 ]                      |
| 2016 | Noga od Stołka  | nagroda czytelników | | Hanna Gronkiewicz-Waltz (prezydent Warszawy) za brak odpowiedniej reakcji na aferę reprywatyzacyjną wywołaną publikacjami "Wyborczej" na temat niesłusznie oddanej działki przy PKiN | - Gaz-System - Janusz Galas - Piotr Guział - Robert Kempa | [ 14 ]                      |
| 2017 | Stołek          | nagroda jury        | | Zofia Staniszewska i Lech Staniszewski (mieszkańcy Mokotowa) za wywalczenie przejścia dla pieszych przez Wisłostradę | - Akcja Demokracja - Maria Dąbrowska-Majewska - RS Architektura Krajobrazu i Skanska - Warszawa bez Smogu | [ 15 ] [ 16 ]               |
| 2017 | Stołek          | nagroda jury        | Jakub Lendzion (prawnik, działacz Kampanii przeciw Homofobii) za walkę z homofobicznym prześladowaniem ze strony innych uczniów w Zespole Szkół Gastronomiczno-Hotelarskich na Grochowie | | - Akcja Demokracja - Maria Dąbrowska-Majewska - RS Architektura Krajobrazu i Skanska - Warszawa bez Smogu | [ 15 ] [ 16 ]               |
| 2017 | Stołek          | nagroda czytelników | | | - Akcja Demokracja - Maria Dąbrowska-Majewska - RS Architektura Krajobrazu i Skanska - Warszawa bez Smogu | [ 15 ] [ 16 ]               |
| 2017 | Noga od Stołka  | nagroda jury        | | Zdzisław Sipiera (wojewoda mazowiecki) za zachowywanie się jak partyjny aparatczyk | - Spółka Dart DG i Fundusz „Neptun” z Gdańska - Tadeusz Koss - Jacek Sasin - Mariusz Szpikowski - Jarosław Szostakowski | [ 15 ] [ 16 ]               |
| 2017 | Noga od Stołka  | nagroda czytelników | | Zdzisław Sipiera (wojewoda mazowiecki) za zachowywanie się jak partyjny aparatczyk | - Spółka Dart DG i Fundusz „Neptun” z Gdańska - Tadeusz Koss - Jacek Sasin - Mariusz Szpikowski - Jarosław Szostakowski | [ 15 ] [ 16 ]               |
| 2018 | Stołek          | nagroda jury        | | Dariusza Stola (dyrektora Muzeum Historii Żydów Polskich Polin) za udowodnienie, że placówka muzealna może włączać się w gorące dyskusje o współczesności, a także za wspaniałe wystawy i walkę z językiem nienawiści                                                                             | - Dominik Kuc - WXCA - Stowarzyszenie Szaber Bowl - Warszawskie Stowarzyszenie Lokatorów - Wspólnota Sant'Egidio | [ 17 ] [ 18 ] [ 19 ] [ 20 ] |
| 2018 | Stołek          | nagroda czytelników | | Agnieszka „Inez” Zachar (działaczka społeczna) za pomoc kobietom, w pierwsze kolejności matkom z Pragi | - Dominik Kuc - WXCA - Stowarzyszenie Szaber Bowl - Warszawskie Stowarzyszenie Lokatorów - Wspólnota Sant'Egidio | [ 17 ] [ 18 ] [ 19 ] [ 20 ] |
| 2018 | Noga od Stołka  | nagroda jury        | | Mariusz Błaszczak (minister obrony narodowej) za absolutnie cyniczną decyzję nadania pl. Piłsudskiego statusu terenu zamkniętego | - Fundacja PRO - Prawo do życia - Magdalena Kołodziej - Marek Chodkiewicz - Michał Olszewski Nominacja dla Roberta Buciaka została wycofana przez redakcję w trakcie głosowania.                                                                                          | [ 17 ] [ 18 ] [ 19 ] [ 20 ] |
| 2018 | Noga od Stołka  | nagroda czytelników | | Jerzy Lejk (prezes zarządu Metra Warszawskiego) za „problemy”, których wciąż nie może rozwiązać, jak choćby wiecznie zepsute schody ruchome na stacjach metra | - Fundacja PRO - Prawo do życia - Magdalena Kołodziej - Marek Chodkiewicz - Michał Olszewski Nominacja dla Roberta Buciaka została wycofana przez redakcję w trakcie głosowania.                                                                                          | [ 17 ] [ 18 ] [ 19 ] [ 20 ] |
| 2019 | Stołek          | nagroda jury        | | Alternatywny Klub Sportowy "Zły"za wybitny wpływ na lokalną społeczność | - Anna Zapał - Kompania Domowa - Młodzieżowy Strajk Klimatyczny - Turret Development | [ 21 ] [ 22 ]               |
| 2019 | Stołek          | nagroda czytelników | | Kamil Kośnik, Kacper Orłowski i Jakub Twardowski (uczniowie Technikum Mechatronicznego) za prototyp opaski dla kierowców | - Anna Zapał - Kompania Domowa - Młodzieżowy Strajk Klimatyczny - Turret Development | [ 21 ] [ 22 ]               |
| 2019 | Noga od Stołka  | nagroda jury        | | Piotr Gliński (wicepremier i minister kultury) za psucie i zawłaszczanie działających w Warszawie instytucji kultury | - Krzysztof Kaliszewski - Zofia Klepacka - Łazienki Królewskie - Robert Soszyński | [ 21 ] [ 22 ]               |
| 2019 | Noga od Stołka  | nagroda czytelników | | Mariusz Szpikowski (prezes Państwowych Portów Lotniczych) za podcinanie skrzydeł Portowi Lotniczemu Okęcie | - Krzysztof Kaliszewski - Zofia Klepacka - Łazienki Królewskie - Robert Soszyński | [ 21 ] [ 22 ]               |
| 2020 | Stołek          | nagroda jury        | | Paweł Grzesiowski (lekarz) za nieustanne edukowanie społeczeństwa na temat koronawirusa, walkę z fake newsami i tym samym wielką pomoc w przechodzeniu przez pandemię | - Marcin Konrad Jaroszewski - kolektyw Szpila - Smart Factor - Zarząd Dróg Miejskich | [ 23 ]                      |
| 2020 | Stołek          | nagroda czytelników | | Lusia Żagłakowicz (aktywistka i działaczka społeczna) za zorganizowanie Serca Miasta, miejsca pomocy dla bezdomnych i wspieranie ludzi szczególnie potrzebujących w pandemii | - Marcin Konrad Jaroszewski - kolektyw Szpila - Smart Factor - Zarząd Dróg Miejskich | [ 23 ]                      |
| 2020 | Noga od Stołka  | nagroda jury        | | Paweł Dobrodziej (Komendant Stołeczny Policji) za brutalne tłumienie pałką i gazem przez podległe mu jednostki pokojowych demonstracji w obronie praw kobiet | - Robert Bąkiewicz - Marian Okręglicki - Aurelia Michałowska - MPWiK - Konstanty Radziwiłł | [ 23 ]                      |
| 2020 | Noga od Stołka  | nagroda czytelników | | Paweł Dobrodziej (Komendant Stołeczny Policji) za brutalne tłumienie pałką i gazem przez podległe mu jednostki pokojowych demonstracji w obronie praw kobiet | - Robert Bąkiewicz - Marian Okręglicki - Aurelia Michałowska - MPWiK - Konstanty Radziwiłł | [ 23 ]                      |
| 2021 | Stołek          | nagroda jury        | | Grupa Granica (ruch społeczny) za pomaganie uchodźcom na granicy polsko-białoruskiej | - Echo Investment i JEMS Architekci - Miasto Jest Nasze - Bart Staszewski - Piotr Suwalski. | [ 24 ]                      |
| 2021 | Stołek          | nagroda czytelników | | Lotna Brygada Opozycji (stowarzyszenie) za organizowanie śmiesznych antyrządowych happeningów | - Echo Investment i JEMS Architekci - Miasto Jest Nasze - Bart Staszewski - Piotr Suwalski. | [ 24 ]                      |
| 2021 | Noga od Stołka  | nagroda jury        | | Zbigniew Leszczyński (komendant Straży Miejskiej w Warszawie) za nieudolność w walce z patoparkowaniem | - członkowie warszawskiego klubu „Gazety Polskiej” - Edyta Górniak - Jan Józef Kasprzyk - Jakub Lewicki | [ 24 ]                      |
| 2021 | Noga od Stołka  | nagroda czytelników | | Konstanty Radziwiłł (wojewoda mazowiecki) za udział w odbieraniu miastu Szpitala Południowego i uchylenie zakazu dla furgonetek z homofobicznymi hasłami i zdjęciami rozerwanych płodów | - członkowie warszawskiego klubu „Gazety Polskiej” - Edyta Górniak - Jan Józef Kasprzyk - Jakub Lewicki | [ 24 ]                      |
| 2022 | Stołek          | nagroda jury        | | Grupa Zasoby (ruch społeczny) za skuteczne, oddolne niesienie pomocy uchodźcom z Ukrainy | - Biblioteka Narodowa w Warszawie - Małgorzata Dudek-Grzegorzewska - Natalija Panczenko - Zenobia Żaczek | [ 25 ]                      |
| 2022 | Stołek          | nagroda czytelników | | Daniel Petryczkiewicz (aktywista i działacz społeczny) za działanie na rzecz przyrody | - Biblioteka Narodowa w Warszawie - Małgorzata Dudek-Grzegorzewska - Natalija Panczenko - Zenobia Żaczek | [ 25 ]                      |
| 2022 | Noga od Stołka  | nagroda jury        | | Alojzy Nowak (rektor Uniwersytetu Warszawskiego) za upolitycznienie Uniwersytetu Warszawskiego i odwołanie wykładu Hanny Machińskiej | - Heritage Shope & Wine - Paweł Lisiecki - Magdalena Młochowska i Zarząd Zieleni m.st. Warszawy - Jarosław Szymczyk | [ 25 ]                      |
| 2022 | Noga od Stołka  | nagroda czytelników | | Konstanty Radziwiłł (wojewoda mazowiecki) za nietransparentną politykę w sprawie pomocy uchodźcom, odwołanie Moniki Strzępki i torpedowanie uchwał stołecznego samorządu | - Heritage Shope & Wine - Paweł Lisiecki - Magdalena Młochowska i Zarząd Zieleni m.st. Warszawy - Jarosław Szymczyk | [ 25 ]                      |
| 2023 | Stołek          | nagroda jury        | | Adam Ochwat i Gabe Wilczyńska z Warszawskiego Koła Młodych Inicjatywy Pracowniczej za to, że zorganizowali pierwsze od lat na tak dużą skalę protesty studenckie dotyczące praw socjalnych młodych                                                                                                | - Mieszkańcy Muranowa Południowego z inicjatywy sąsiedzkiej "SOS dla Podwórek na Muranowie" i fundacji Jeden Muranów - Krzysztof Wodiczko - Dominika Lasota i Wiktoria Jędroszkowiak z Inicjatywy Wschód - Koalicja na Rzecz Związków Partnerskich i Równości Małżeńskiej | [ 26 ]                      |
| 2023 | Stołek          | nagroda czytelników | | Obrońcy nurogęsi z grupy "Kanał Piaseczyński - ostoja ptaków" za chronienie matek z pisklętami, które w drodze z Łazienek Królewskich nad Wisłę muszą pokonać ul. Myśliwiecką, a także sześciopasmową Czerniakowską                                                                               | - Mieszkańcy Muranowa Południowego z inicjatywy sąsiedzkiej "SOS dla Podwórek na Muranowie" i fundacji Jeden Muranów - Krzysztof Wodiczko - Dominika Lasota i Wiktoria Jędroszkowiak z Inicjatywy Wschód - Koalicja na Rzecz Związków Partnerskich i Równości Małżeńskiej | [ 26 ]                      |
| 2023 | Noga od Stołka  | nagroda jury        | | Murapol za zbudowanie przed blokiem na Ursusie kilkadziesiąt miejsc parkingowych dla osób niepełnosprawnych tylko po to, by ominąć przepisy nakazujące wyznaczenie parkingów dalej od okien | - Narodowy Bank Polski - Mirosław Skubiszyński - Mariusz Kamiński i Maciej Wąsik - Monika Gołębiewska | [ 26 ]                      |
| 2023 | Noga od Stołka  | nagroda czytelników | | Łukasz Puchalski za zmarnowanie okazji by przy budowie tramwaju do Wilanowa przebudować ul. Puławską | - Narodowy Bank Polski - Mirosław Skubiszyński - Mariusz Kamiński i Maciej Wąsik - Monika Gołębiewska | [ 26 ]                      |
| 2023 | Wydarzenie Roku | nagroda jury        | | Michał Marszał za Sejmflix w Kinotece | - Wystawa "Królowa Warszawy" w Muzeum Woli - Wystawa "Picasso" w Muzeum Narodowym - Koncert Dawida Podsiadło na Narodowym - Dwa marsze opozycji | [ 26 ]                      |
| 2023 | Wydarzenie Roku | nagroda czytelników | | Muzeum POLIN za wystawę „Wokół nas morze ognia" | - Wystawa "Królowa Warszawy" w Muzeum Woli - Wystawa "Picasso" w Muzeum Narodowym - Koncert Dawida Podsiadło na Narodowym - Dwa marsze opozycji | [ 26 ]                      |
| 2023 | Miejsce Roku    | nagroda jury        | | Big Book MDM | - Cafe Pląs - Chopin Taras Cafe - Plac Pięciu Rogów - Cytadela Warszawska - Kopiec Powstania Warszawskiego | [ 26 ]                      |
| 2023 | Miejsce Roku    | nagroda czytelników | | Big Book MDM | - Cafe Pląs - Chopin Taras Cafe - Plac Pięciu Rogów - Cytadela Warszawska - Kopiec Powstania Warszawskiego | [ 26 ]                      |

## Artyści dekorujący nagrodęStołka
Nagroda Stołka, będąca meblem o prostej formie, jest co edycję dekorowana przez innego artystę. Lista artystów dekorujących nagrodę:
- 2010: Karol Radziszewski[27]
- 2011: Paweł Althamer, Kosma Althamer[28]
- 2012: Maria Kiesner[29]
- 2013: Aleksandra Osadzińska[6]
- 2014: Wojciech Fangor[13]
- 2015: Janek Koza[13]
- 2016: Malwina Konopacka[14]
- 2017: Maciej Sieńczyk i Andrzej Pągowski[17]
- 2018: Marta Frej[17]
- 2019: Bruno Neuhamer[21]
- 2020: Katarzyna Górna[23]
- 2021: Ola Niepsuj[24]
- 2022: Agnieszka Brzeżańska[25]
- 2023: Bolesław Chromry[30]